# Денвър Нъгетс
„Денвър Нъгетс“ е професионален баскетболен отбор от Денвър, САЩ. Състезава се в НБА в Северозападната дивизия на Западната Конференция.
На 13 юни 2023 година отборът става за първи път шампион на НБА като спечелва финала срещу Маями Хийт с 4 – 1 в победи.

## История
Отборът е създаден през 1967 година под името Denver Rockets. От 1974 година е с името Нъгетс, а през 1976 година се присъединява в НБА. Печелил е конференцията в АБА през 1976 г., но губи финала.

## Успехи
- Шампион на НБА: 1 (2023)
- Шампион на конференцията: 
АБА: 1 (1976)
 НБА: 1 (2023)
- Шампион на дивизията: 
АБА: 3 (1970, 1975, 1976)
 НБА: 10 (1977, 1978, 1985, 1988, 2006, 2009, 2010, 2019, 2020, 2023)